# Виляарта
Виляарта (на испански: Villaharta) е населено място и община в Испания. Намира се в провинция Кордоба, в състава на автономната област Андалусия. Общината влиза в състава на района (комарка) Вале дел Гуадиято. Заема площ от 12 km². Населението му е 762 души (по преброяване от 2010 г.). Разстоянието до административния център на провинцията е 38 km.

## Демография
| 1996 | 1998 | 1999 | 2000 | 2001 | 2002 | 2003 | 2004 | 2005 | 2006 |
| ---- | ---- | ---- | ---- | ---- | ---- | ---- | ---- | ---- | ---- |
| 629  | 614  | 640  | 642  | 656  | 650  | 626  | 615  | 637  | 687  |